# Raninoidinae
Raninoidinae zijn een onderfamilie van krabben (Brachyura) uit de familie Raninidae.

## Geslachten
De Raninoidinae omvat volgende geslachten:
- Notopoides Henderson, 1888
- Notosceles Bourne, 1922
- Raninoides H. Milne Edwards, 1837

### Uitgestorven
- † Bicornisranina Tyborg & Fam, 2008
- † Cenocorystes Collins & Breton, 2009
- † Cristafrons Feldmann, 1993
- † Quasilaeviranina Tucker, 1998